# جان كوكس (رسام)
جان كوكس هو رسام بلجيكي، ولد في 27 أغسطس 1919 في لاهاي في هولندا، وتوفي في 7 أكتوبر 1980 في أنتويرب في بلجيكا.